# Championnats de France de tennis de table
Cet article concerne le championnat individuel. Pour le championnat par équipes, voir Championnat de France Pro A de tennis de table.
Les Championnats de France de tennis de table sont une compétition organisée par la Fédération française de tennis de table (FFTT) depuis 1928.
Le record du nombre de titres en simple messieurs est détenu par Jacques Secrétin avec 17 titres de champion de France (dont 10 consécutifs), suivi de Jean-Philippe Gatien avec 13 titres (dont 7 consécutifs). Les différentes épreuves sont le simple et double messieurs, simple et double dames.
L'épreuve du double mixte refait son apparition à l'occasion de l'édition 2019 des championnats de France après qu'elle a été suspendue en 2006 ; année marquant le triplé de Sébastien Jover.
Durant les cinquante dernières années, on peut constater une sur-représentation de gauchers parmi les champions de France masculins, avec 40 titres sur 50 remportés (Jacques Secrétin (17), Jean-Philippe Gatien (13), Patrick Chila (4), Christophe Legoût (3), Stéphane Ouaiche et Emmanuel Lebesson (2 titres chacuns), Sébastien Jover (1).
Les championnats de France de tennis de table jeunes sont des compétitions organisées par la Fédération française de tennis de table (FFTT) depuis 2000. Les différentes catégories jeunes féminines et masculines sont : junior (-19 ans) ; cadets (-15 ans) ; minimes (-13 ans) ; benjamins (-11 ans).

## Palmarès senior
Ce tableau indique les détenteurs des titres en catégorie senior.
| Années et Lieux           | Messieurs              | Messieurs                                | Dames                  | Dames                                     | Double mixte                            |
| Années et Lieux           | Simple                 | Double                                   | Simple                 | Double                                    | Double mixte                            |
| ------------------------- | ---------------------- | ---------------------------------------- | ---------------------- | ----------------------------------------- | --------------------------------------- |
| 2025 Levallois-Perret     | Félix Lebrun           | Alexis Lebrun Félix Lebrun               | Pauline Chasselin      | Pauline Chasselin Anaïs Salpin            | Flavien Coton Charlotte Lutz            |
| 2024 Montpellier          | Alexis Lebrun          | Alexis Lebrun Félix Lebrun               | Camille Lutz           | Pauline Chasselin Isa Cok                 | Bastien Rembert Camille Lutz            |
| 2023 Antibes              | Alexis Lebrun,         | Stéphane Ouaiche Jules Cavaille          | Audrey Zarif           | Prithika Pavade Camille Lutz              | Simon Gauzy Prithika Pavade             |
| 2022 Mouilleron-le-Captif | Alexis Lebrun          | Félix Lebrun Laurent Cova                | Prithika Pavade        | Prithika Pavade Camille Lutz              | Alexis Lebrun Camille Lutz              |
| 2021 Cesson-Sévigné,      | Simon Gauzy            | Alexis Lebrun Esteban Dorr               | Jia Nan Yuan           | Stéphanie Loeuillette Jia Nan Yuan        | Quentin Robinot Stéphanie Loeuillette   |
| 2020 Arnas                | Simon Gauzy            | Enzo Angles Quentin Robinot              | Carole Grundisch       | Laura Gasnier Audrey Zarif                | Esteban Dorr Pauline Chasselin          |
| 2019 Le Mans              | Can Akkuzu             | Emmanuel Lebesson Tristan Flore          | Jia Nan Yuan           | Laura Gasnier Carole Grundisch            | Emmanuel Lebesson Carole Grundisch      |
| 2018 Rouen                | Alexandre Robinot      | Alexandre Robinot Joé Seyfried           | Jia Nan Yuan           | Océane Guisnel Stéphanie Loeuillette      | Non disputé                             |
| 2017 Marseille            | Emmanuel Lebesson      | Emmanuel Lebesson Tristan Flore          | Jia Nan Yuan           | Rosa Soposki Lucie Gauthier               | Non disputé                             |
| 2016 Brest                | Stéphane Ouaiche       | Stéphane Ouaiche Abdel-Kader Salifou     | Xiao Xin Yang          | Agnès Le Lannic Xiao Xin Yang             | Non disputé                             |
| 2015 Orchies              | Adrien Mattenet        | Romain Lorentz Brice Ollivier            | Jia Nan Yuan           | Li Xue Carole Grundisch                   | Non disputé                             |
| 2014 Mouilleron-le-Captif | Stéphane Ouaiche       | Christophe Legoût Michel Martinez        | Li Xue                 | Laura Gasnier Carole Grundisch            | Non disputé                             |
| 2013 Agen                 | Simon Gauzy            | Simon Gauzy Emmanuel Lebesson            | Li Xue                 | Jia Nan Yuan Aurore Dessaint              | Non disputé                             |
| 2012 Nantes               | Tristan Flore          | Christophe Legoût Michel Martinez        | Jia Nan Yuan           | Agnès Le Lannic Li Xue                    | Non disputé                             |
| 2011 Arras                | Christophe Legoût      | Emmanuel Lebesson Adrien Mattenet        | Carole Grundisch       | Laura Gasnier Anaïs Levêque               | Non disputé                             |
| 2010 Nîmes                | Christophe Legoût      | Christophe Legoût Michel Martinez        | Li Xue                 | Laura Gasnier Anaïs Levêque               | Non disputé                             |
| 2009 Dreux                | Emmanuel Lebesson      | Christophe Legoût Michel Martinez        | Li Xue                 | Elisabeth Gladieux Agnès Le Lannic        | Non disputé                             |
| 2008 Antibes              | Patrick Chila          | Emmanuel Lebesson Adrien Mattenet        | Xian Yifang            | Ioana Dorsescu Marine Zanardi             | Non disputé                             |
| 2007 Orléans              | Patrick Chila          | Christophe Legoût Michel Martinez        | Carole Grundisch       | Carole Grundisch Sylvie Plaisant          | Non disputé                             |
| 2006 Dinan                | Sébastien Jover        | Sébastien Jover Armand Phung             | Carole Grundisch       | Christelle Durand Anne-Sophie Gourin      | Sébastien Jover Carole Grundisch        |
| 2005 Mondeville           | Christophe Legoût      | Christophe Legoût Rodolphe Desprès       | Carole Grundisch       | Sabrina Fernandes Estelle Legay           | Estelle Legay Armand Phung              |
| 2004 Laval                | Damien Éloi            | Christophe Legoût Rodolphe Desprès       | Anne-Claire Palut      | Agathe Costes Anne-Claire Mie-Palut       | Sylvie Plaisant Cédric Mirault          |
| 2003 Mulhouse             | Patrick Chila          | Patrick Chila Jean-Philippe Gatien       | Anne Boileau           | Elisabeth Gladieux Sylvie Plaisant        | Anne-Claire Palut Armand Phung          |
| 2002 Rennes               | Jean-Philippe Gatien   | Michel Martinez Cédric Mirault           | Anne Boileau           | Sabrina Fernandes Sandrine Morel          | Anne-Claire Palut Armand Phung          |
| 2001 Agen                 | Jean-Philippe Gatien   | Jean-Philippe Gatien Patrick Chila       | Anne Boileau           | Anne-Claire Palut Sylvie Plaisant         | Anne Guillerm David Johnston            |
| 2000 Dijon                | Jean-Philippe Gatien   | Christophe Legoût Damien Éloi            | Anne Boileau           | Anne-Claire Palut Sylvie Plaisant         | Sabrina Fernandes Michel Martinez       |
| 1999 Clermont-Ferrand     | Jean-Philippe Gatien   | Patrick Chila Jean-Philippe Gatien       | Anne Boileau           | Anne Boileau Anne-Sophie Gourin           | Sabrina Fernandes Michel Martinez       |
| 1998 Amiens               | Patrick Chila          | Patrick Chila Christophe Legoût          | Anne Boileau           | Emmanuelle Coubat Sylvie Plaisant         | Anne Boileau Christophe Legoût          |
| 1997 Marseille            | Jean-Philippe Gatien   | Nicolas Chatelain Stéphane Lebrun        | Sylvie Plaisant        | Emmanuelle Coubat Sylvie Plaisant         | Anne Boileau Christophe Legoût          |
| 1996 Levallois-Perret     | Jean-Philippe Gatien   | Patrick Chila Christophe Legoût          | Emmanuelle Coubat      | Emmanuelle Coubat Sylvie Plaisant         | Anne Boileau Christophe Legoût          |
| 1995 Cholet               | Jean-Philippe Gatien   | Jean-Philippe Gatien Didier Mommessin    | Sylvie Plaisant        | Emmanuelle Coubat Sylvie Plaisant         | Emmanuelle Coubat Olivier Marmurek      |
| 1994 Saint-Maur           | Jean-Philippe Gatien   | Jean-Philippe Gatien Didier Mommessin    | Wang Xiaoming          | Emmanuelle Coubat Sylvie Plaisant         | Emmanuelle Coubat Olivier Marmurek      |
| 1993 Saint-Chamond        | Jean-Philippe Gatien   | Patrick Chila Nicolas Chatelain          | Emmanuelle Coubat      | Emmanuelle Coubat Sylvie Plaisant         | Emmanuelle Coubat Olivier Marmurek      |
| 1992 Besançon             | Jean-Philippe Gatien   | Jean-Philippe Gatien Didier Mommessin    | Emmanuelle Coubat      | Caroline Creuze Sandrine Derrien          | Patricia Aubry Stéphane Hucliez         |
| 1991 Pontoise             | Jean-Philippe Gatien   | Patrick Chila Olivier Marmurek           | Wang Xiaoming          | Brigitte Thiriet Wang Xiaoming            | Emmanuelle Coubat Olivier Marmurek      |
| 1990 Poitiers             | Didier Mommessin       | Patrick Chila Olivier Marmurek           | Wang Xiaoming          | Emmanuelle Coubat Rozenn Yquel            | Sandrine Derrien Damien Éloi            |
| 1989 Bordeaux             | Jean-Philippe Gatien   | Didier Mommessin Jacques Secrétin        | Wang Xiaoming          | Brigitte Thiriet Wang Xiaoming            | Wang Xiaoming Jean-Philippe Gatien      |
| 1988 Dijon                | Jean-Philippe Gatien   | Jean-Philippe Gatien Patrick Birocheau   | Emmanuelle Coubat      | Brigitte Thiriet Wang Xiaoming            | Wang Xiaoming Jean-Philippe Gatien      |
| 1987 Hagondange           | Patrick Renversé       | Jean-Philippe Gatien Patrick Birocheau   | Nadine Daviaud         | Patricia Germain Brigitte Thiriet         | Brigitte Thiriet Christian Martin       |
| 1986 Saint-Quentin        | Jacques Secrétin       | Jacques Secrétin François Farout         | Brigitte Thiriet       | Patricia Germain Brigitte Thiriet         | Brigitte Thiriet Christian Martin       |
| 1985 Saint-Pierre-du-Mont | Patrick Renversé       | Jacques Secrétin François Farout         | Patricia Germain       | Nadine Daviaud Muriel Monteux             | Patricia Germain François Farout        |
| 1984 Orléans              | Patrick Renversé       | Jacques Secrétin Patrick Gernot          | Béatrice Abgrall       | Nadine Daviaud Muriel Monteux             | Nadine Daviaud Bruno Parietti           |
| 1983 Valenciennes         | Patrick Renversé       | Patrick Renversé Bruno Parietti          | Claude Bergeret        | Patricia Germain Brigitte Thiriet         | Muriel Monteux Patrick Birocheau        |
| 1982 Saint-Chamond        | Jacques Secrétin       | Patrick Birocheau Jean-Denis Constant    | Nadine Daviaud         | Claude Bergeret Yveline Lecler            | Brigitte Thiriet Christian Martin       |
| 1981 Lunéville            | Jacques Secrétin       | Patrick Renversé Bruno Parietti          | Patricia Germain       | Brigitte Thiriet Sylvie Grillet           | Brigitte Thiriet Christian Martin       |
| 1980 Besançon             | Jacques Secrétin       | Hoffstetter Christian Martin             | Nadine Daviaud         | Grillet Brigitte Thiriet                  | Claude Bergeret Jacques Secrétin        |
| 1979 Montpellier          | Jacques Secrétin       | Patrick Birocheau Régis Canor            | Nadine Daviaud         | Nadine Daviaud Patricia Germain           | Claude Bergeret Jacques Secrétin        |
| 1978 La Roche-sur-Yon     | Jacques Secrétin       | Patrick Birocheau Régis Canor            | Brigitte Thiriet       | Nadine Daviaud Patricia Germain           | Claude Bergeret Jacques Secrétin        |
| 1977 Tours                | Jacques Secrétin       | Jacques Secrétin Vinitzki                | Claude Bergeret        | Donne Patricia Germain                    | Claude Bergeret Vincent Purkart         |
| 1976 Caen                 | Patrick Birocheau      | Patrick Birocheau Régis Canor            | Brigitte Thiriet       | Claude Bergeret Brigitte Thiriet          | Yveline Lecler Régis Canor              |
| 1975 Thonon-les-Bains     | Jacques Secrétin       | Patrick Birocheau Régis Canor            | Claude Bergeret        | Claude Bergeret Brigitte Thiriet          | Claude Bergeret Jacques Secrétin        |
| 1974 Oyonnax              | Jacques Secrétin       | Patrick Birocheau Régis Canor            | Claude Bergeret        | Claude Bergeret Brigitte Thiriet          | Claude Bergeret Jacques Secrétin        |
| 1973 Cannes               | Jacques Secrétin       | Patrick Birocheau Régis Canor            | Claude Bergeret        | Claude Bergeret Brigitte Thiriet          | Claude Bergeret Jacques Secrétin        |
| 1972 Dinan                | Jacques Secrétin       | Jacques Secrétin Danny Dhondt            | Claude Bergeret        | Claude Bergeret Brigitte Thiriet          | Michèle Leroy-Boiteux Jacques Secrétin  |
| 1971 Troyes               | Jacques Secrétin       | Jacques Secrétin Danny Dhondt            | Martine Rioual-Le Bras | Yveline Lecler Michèle Leroy-Boiteux      | Martine Rioual-Le Bras Jacques Secrétin |
| 1970 Toulouse             | Jacques Secrétin       | Jacques Secrétin Danny Dhondt            | Yveline Lecler         | Yveline Lecler Michèle Leroy-Boiteux      | Martine Rioual-Le Bras Jacques Secrétin |
| 1969 Le Havre             | Jacques Secrétin       | Vincent Purkart Jacques Helaine          | Michèle Boiteux        | Martine Le Bras Alima Lambert-Mokhtari    | Martine Le Bras Jacques Secrétin        |
| 1968 Amiens               | Jacques Secrétin       | Jacques Secrétin Michel Cordier          | Martine Le Bras        | Martine Le Bras Alima Lambert-Mokhtari    | Martine Le Bras Jacques Secrétin        |
| 1967 Marseille            | Jacques Secrétin       | Jacques Secrétin Danny Dhondt            | Martine Le Bras        | Martine Le Bras Alima Mokhtari            | Monique Alber Francis Dubus             |
| 1966 Nancy                | Jacques Secrétin       | Jacques Gambier Jacques Helaine          | Martine Le Bras        | Martine Le Bras Alima Mokhtari            | Monique Alber Francis Dubus             |
| 1965 Tours                | Vincent Purkart        | Vincent Purkart Jacques Helaine          | Christiane Watel       | Martine Le Bras Alima Mokhtari            | Martine Le Bras Paul Evrard             |
| 1964 Évreux               | Vincent Purkart        | Vincent Purkart Jacques Helaine          | Martine Le Bras        | Martine Le Bras Alima Mokhtari            | Christiane Mathieu-Watel Gérard Chergui |
| 1963 Paris                | Gérard Chergui         | Gérard Chergui Caussin                   | Christiane Watel       | Martine Le Bras Alima Mokhtari            | Christiane Mathieu-Watel Gérard Chergui |
| 1962 Rennes               | Marcel Barouh          | Vincent Purkart Lager                    | Monique Alber          | Martine Le Bras Alima Mokhtari            | Monique Alber Jacques Gambier           |
| 1961 Mâcon                | Marcel Barouh          | Marcel Barouh Maurice Granier            | Monique Alber          | Monique Alber Alima Mokhtari              | Claude Rougagnou Maurice Granier        |
| 1960 Compiègne            | Marcel Barouh          | Stephen Cafiero Jacques Gambier          | Monique Alber          | Christiane Mathieu-Watel Claude Rougagnou | Monique Alber Jean-Claude Treinen       |
| 1959 Lyon                 | Guy Amouretti          | Marcel Barouh Maurice Granier            | Claude Rougagnou       | Monique Alber Simone Tarlet               | Claude Rougagnou René Roothooft         |
| 1958 Saint-Étienne        | Marcel Barouh          | René Roothooft Michel Lanskoy            | Simone Tarlet          | Monique Alber Simone Tarlet               | Claude Rougagnou René Roothooft         |
| 1957 Paris                | Guy Amouretti          | Michel Haguenauer Charles Dubouillé      | Claude Rougagnou       | Monique Alber Simone Tarlet               | Simone Tarlet Alexandre Agopoff (en)    |
| 1956 Toulouse             | René Roothooft         | René Roothooft Michel Lanskoy            | Christiane Watel       | Claude Rougagnou Christiane Watel         | Christiane Watel René Roothooft         |
| 1955 Grenoble             | Guy Amouretti          | Stephen Cafiero Jean-Claude Sala         | Christiane Watel       | Claude Rougagnou Christiane Watel         | Christiane Watel René Roothooft         |
| 1954 Rouen                | Guy Amouretti          | Stephen Cafiero Jean-Claude Sala         | Christiane Watel       | Renée Bremond Vias                        | Christiane Watel René Roothooft         |
| 1953 Bordeaux             | Guy Amouretti          | René Roothooft Michel Lanskoy            | Christiane Watel       | Louise Giraud Yolande Vannoni-Logelin     | Christiane Watel René Roothooft         |
| 1952 Reims                | René Roothooft         | Michel Haguenauer Charles Dubouillé      | Christiane Watel       | Sophie Betling Huguette Béolet            | Christiane Watel Guy Amouretti          |
| 1951 Valence              | René Roothooft         | René Roothooft Michel Lanskoy            | Christiane Watel       | Sophie Betling Christiane Watel           | Huguette Béolet Alexandre Agopoff (en)  |
| 1950 Lorient              | Michel Haguenauer      | Michel Haguenauer Michel Lanskoy         | Huguette Béolet        | Renée Bremond Vias                        | Huguette Béolet Alexandre Agopoff (en)  |
| 1949 Lille                | Michel Haguenauer      | Charles Dubouillé René Roothooft         | Jeanne Delay           | Maisonneuve Yolande Vannoni-Logelin       | Huguette Béolet Alexandre Agopoff (en)  |
| 1948 Tours                | Guy Amouretti          | Michel Haguenauer Rubini                 | Jeanne Delay           | Louise Giraud Huguette Béolet             | Sophie Betling Michel Haguenauer        |
| 1947 Bordeaux             | Charles Dubouillé      | Alexandre Agopoff (en) Guy Larcade       | Yolande Logelin        | Louise Giraud Ginette Soulage             | Yolande Logelin Guy Amouretti           |
| 1946 Paris                | Maurice Bordrez        | Michel Haguenauer Rubini                 | Angèle Joing           | Louise Giraud Ginette Soulage             | Ginette Soulage Alexandre Agopoff (en)  |
| 1945 Paris                | Alexandre Agopoff (en) | Alexandre Agopoff (en) Charles Dubouillé | Yolande Logelin        | Angele Nicolas Raymonde Parri             | Marcelle Delbarre Stephen Cafiero       |
| 1944 Paris                | Guy Amouretti          | Michel Haguenauer Guy Amouretti          | Yolande Logelin        | Huguette Béolet Yolande Logelin           | Raymonde Parri Guerin                   |
| 1943 Vichy                | Charles Dubouillé      | Alexandre Agopoff (en) Charles Dubouillé | Yolande Logelin        | Huguette Béolet Yolande Logelin           | Morel Michel Haguenauer                 |
| 1939 Marseille            | Maurice Bordrez        | Alexandre Agopoff Raymond Furman         | Ginette Soulage        | Marie-Louise Chalamel Yolande Logelin     | Ginette Soulage Alexandre Agopoff (en)  |
| 1938 Cognac               | Michel Haguenauer      | Michel Haguenauer Pierre Tocque          | Jeanne Delay           | Jeanne Delay Ginette Soulage              | Maroutchka Azcue Michel Haguenauer      |
| 1937 Rouen                | Michel Haguenauer      | Michel Haguenauer Pierre Tocque          | Jeanne Delay           | Huguette Béolet Hélène Dalichoux          | Hélène Dalichoux Debris                 |
| 1936 Nantes               | Michel Haguenauer      | Michel Haguenauer Jean-Claude Guerin     | Hélène Dalichoux       | Carmen Delarue Ginette Soulage            | Maroutchka Azcue Charles Dubouille      |
| 1935 Tours                | Michel Haguenauer      | Charles Dubouille Pierre Tocque          | Carmen Delarue         | Carmen Delarue Rabille                    | Jeandidier Michel Haguenauer            |
| 1934 Clermont-Ferrand     | Michel Haguenauer      | Raymond Verger Worth                     | Carmen Delarue         | Maroutchka Azcue Beaughon                 | Beaughon Bedoc                          |
| 1933 Bordeaux             | Michel Haguenauer      | Raymond Verger Worth                     | Yvonne Fayard          | Yvonne Fayard Monique Ravigneau           | Yvonne Fayard Bolelli                   |
| 1932 Paris                | Raymond Verger         | J. Verger Raymond Verger                 | Yvonne Fayard          | Maggie Beyt Yvonne Fayard                 | Yvonne Fayard Raymond Verger            |
| 1931 Paris                | Michel Glickman        | Frich Raymond Verger                     | Maggie Beyt            | Non disputé                               | Yvonne Fayard Frich                     |
| 1930 Paris                | Raymond Verger         | Kremer Rudy Loebenberg                   | Yvonne Fayard          | Non disputé                               | Ullmann Frich                           |
| 1929 Paris                | Raymond Verger         | Frich Raymond Verger                     | Maggie Beyt            | Non disputé                               | Ullmann Raymond Verger                  |
| 1928 Paris                | Raymond Verger         | Raymond Verger Tola Vologe               | Jacqueline Galay       | Non disputé                               | Ullmann Raymond Verger                  |

## Bilan par pongiste en simple

### Classements hommes

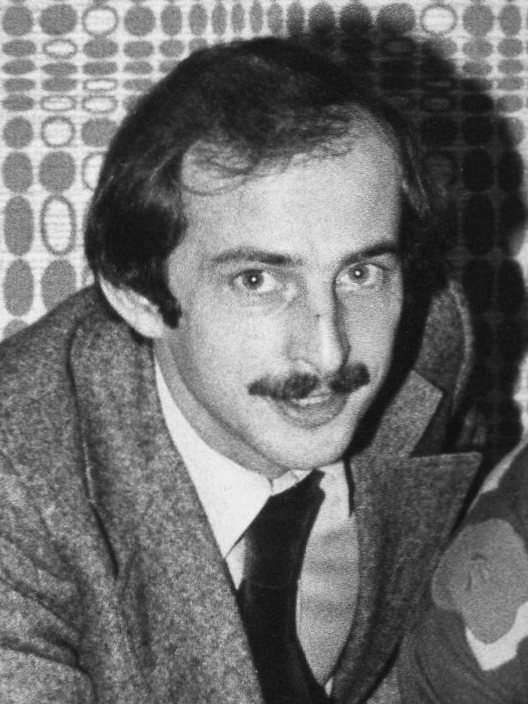
Jacques Secretin, détenteur de 17 titres nationaux en sénior.

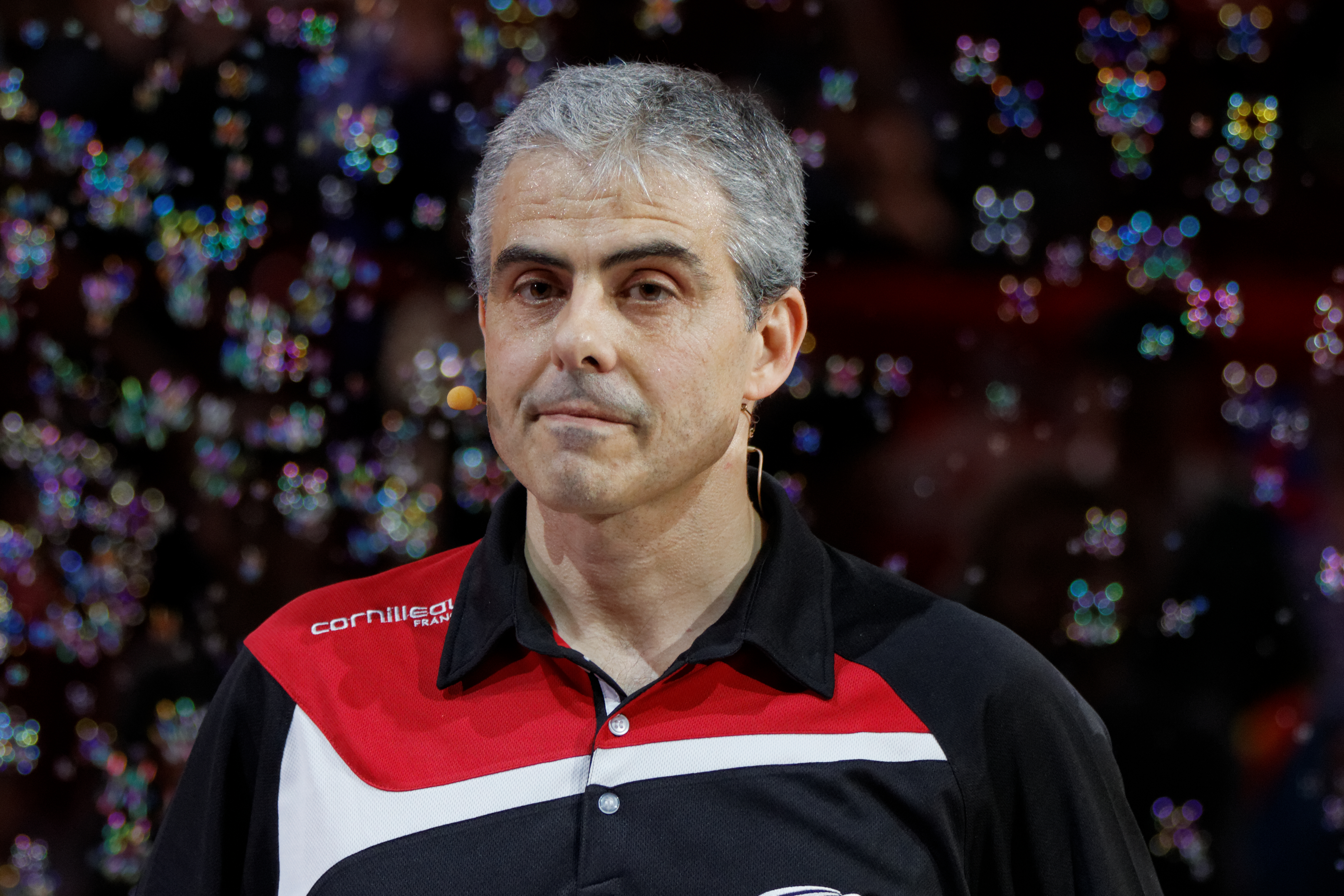
Jean-Philippe Gatien, détenteur de 13 titres nationaux en sénior.

Joueurs ayant remporté au moins 2 titres de champions de France :

|     | Joueurs              | Titres | Années                                                                                                 |
| --- | -------------------- | ------ | --- |
| 1.  | Jacques Secrétin     | 17     | 1966, 1967, 1968, 1969, 1970, 1971, 1972, 1973, 1974, 1975, 1977, 1978, 1979, 1980, 1981, 1982 et 1986 |
| 2.  | Jean-Philippe Gatien | 13     | 1988, 1989, 1991, 1992, 1993, 1994, 1995, 1996, 1997, 1999, 2000, 2001 et 2002                         |
| 3.  | Michel Haguenauer    | 8      | 1933, 1934, 1935, 1936, 1937, 1938, 1949 et 1950                                                       |
| 4.  | Guy Amouretti        | 7      | 1944, 1948, 1953, 1954, 1955, 1957 et 1959                                                             |
| 5.  | Raymond Verger       | 4      | 1928, 1929, 1930 et 1932                                                                               |
| 5.  | Marcel Barouh        | 4      | 1958, 1960, 1961 et 1962                                                                               |
| 5.  | Patrick Renversé     | 4      | 1983, 1984, 1985 et 1987                                                                               |
| 5.  | Patrick Chila        | 4      | 1998, 2003, 2007 et 2008                                                                               |
| 9.  | Alexis Lebrun *      | 3      | 2022, 2023 et 2024                                                                                     |
| 9.  | René Roothooft       | 3      | 1951, 1952 et 1956                                                                                     |
| 9.  | Christophe Legoût    | 3      | 2005, 2010 et 2011                                                                                     |
| 9.  | Simon Gauzy *        | 3      | 2013, 2020 et 2021                                                                                     |
| 12. | Maurice Bordrez      | 2      | 1939 et 1946                                                                                           |
| 12. | Charles Dubrouillé   | 2      | 1943 et 1947                                                                                           |
| 12. | Vincent Purkart      | 2      | 1964 et 1965                                                                                           |
| 12. | Stéphane Ouaiche *   | 2      | 2014 et 2016                                                                                           |
| 12. | Emmanuel Lebesson *  | 2      | 2009 et 2017                                                                                           |

Légende : * joueur encore en activité

### Classements femmes

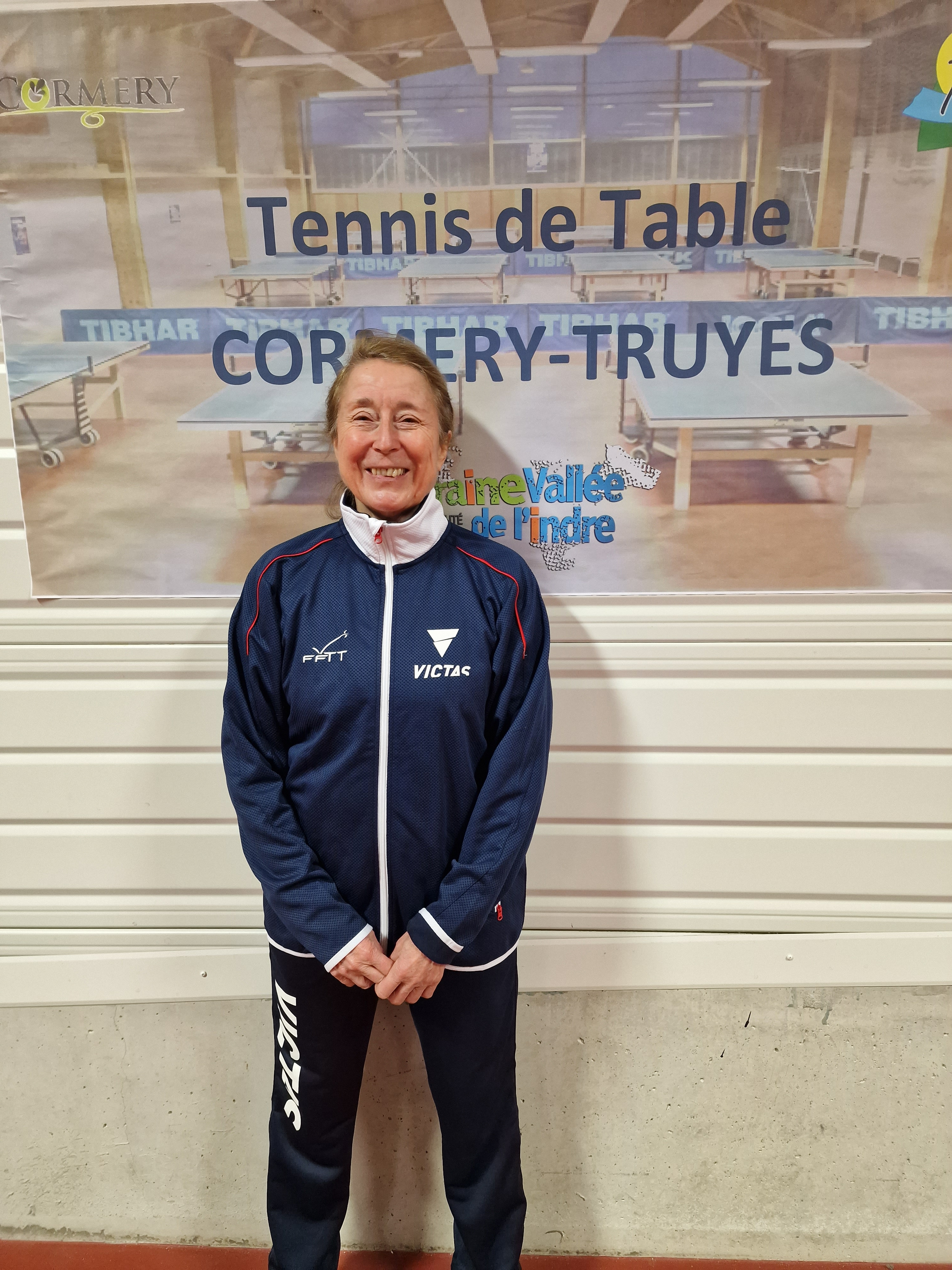
Claude Bergeret, détentrice de 6 titres en sénior.

Joueuses ayant remporté au moins 2 titres de championnes de France :
|     | Joueuses          | Titres | Années                                           |
| --- | ----------------- | ------ | ------------------------------------------------ |
| 1.  | Christiane Watel  | 8      | 1951, 1952, 1953, 1954, 1955, 1956, 1963 et 1965 |
| 2.  | Claude Bergeret   | 6      | 1972, 1973, 1974, 1975, 1977 et 1983             |
| 2.  | Anne Boileau      | 6      | 1998, 1999, 2000, 2001, 2002 et 2003             |
| 2.  | Jia Nan Yuan      | 6      | 2012, 2015, 2017, 2018, 2019 et 2021             |
| 5.  | Martine Le Bras   | 5      | 1964, 1966, 1967, 1968 et 1971                   |
| 5.  | Carole Grundisch  | 5      | 2005, 2006, 2007, 2011 et 2020                   |
| 7.  | Yolande Logelin   | 4      | 1943, 1944, 1945 et 1947                         |
| 7.  | Jeanne Delay      | 4      | 1937, 1938, 1948 et 1949                         |
| 7.  | Nadine Daviaud    | 4      | 1979, 1980, 1982 et 1987                         |
| 7.  | Wang Xiaoming     | 4      | 1989, 1990, 1991 et 1994                         |
| 7.  | Emmanuelle Coubat | 4      | 1988, 1992, 1993 et 1996                         |
| 7.  | Li Xue            | 4      | 2009, 2010, 2013 et 2014                         |
| 13. | Yvonne Fayard     | 3      | 1930, 1932 et 1933                               |
| 13. | Monique Alber     | 3      | 1960, 1961 et 1962                               |
| 13. | Brigitte Thiriet  | 3      | 1976, 1878 et 1986                               |
| 16. | Maggie Beyt       | 2      | 1929 et 1931                                     |
| 16. | Carmen Delarue    | 2      | 1934 et 1935                                     |
| 16. | Claude Rougagnou  | 2      | 1957 et 1959                                     |
| 16. | Patricia Germain  | 2      | 1981 et 1985                                     |
| 16. | Sylvie Plaisant   | 2      | 1995 et 1997                                     |

## Palmarès jeune simple
Ce tableau indique les détenteurs de titres en catégories jeunes depuis 2000. 
| Année | Lieux              | Lieux              | Messieurs             | Messieurs             | Messieurs           | Messieurs              | Dames             | Dames             | Dames               | Dames             |
| Année | Junior - Minime    | Cadet - Benjamin   | Junior                | Cadet                 | Minime              | Benjamin               | Junior            | Cadette           | Minime              | Benjamine         |
| ----- | ------------------ | ------------------ | --------------------- | --------------------- | ------------------- | ---------------------- | ----------------- | ----------------- | ------------------- | ----------------- |
| 2025  | Saint-Quentin      | Lille,             | Nathan Lam            | Quentin Sandona       | Tim Escudier        | Hachim Tissafi Idrissi | Nina Guo Zheng    | Alexia Nodin      | Albane Rochut       | Alyssia Bataille  |
| 2024  | Joué-les-Tours     | Arnas,             | Flavien Coton         | Sandro Cavaille       | Nolan Johnston      | Johan Tran von der ohe | Nina Guo Zheng    | Nina Guo Zheng    | Eva Lam             | Avelina Dirment   |
| 2023  | Toulouse,          | Lille,             | Alexis Kouraichi      | Flavien Coton         | Noah Tessier        | Simon Clin             | Lucie Mobarek     | Léana Hochart     | Eva Lam             | Albane Rochut     |
| 2022  | Boé                | Joué-lès-Tours     | Félix Lebrun          | Antoine Noirault      | Rija Warin          | Nolan Johnston         | Charlotte Lutz    | Jade Huynh        | Nina Guo Zheng      | Lisa Zhao         |
| 2021  | Montivilliers      | Alençon            | Alexis Lebrun         | Flavien Coton *       | Nathan Pilard       | Titouan Morel-Gonzalez | Charlotte Lutz    | Agathe Avezou     | Léana Hochart       | Nina Guo Zheng    |
| 2020  | Toulouse - Flers   | Joué-les-Tours     | Alexis Lebrun         | Félix Lebrun          | Flavien Coton       | Rija Warin             | Camille Lutz      | Charlotte Lutz    | Léana Hochart       | Alexia Nodin      |
| 2019  | Mondeville         | Antibes            | Myshaal Sabhi         | Thibault Poret        | Félix Lebrun        | Flavien Coton          | Prithika Pavade * | Prithika Pavade   | Cléa de Stoppeleire | Gaëtane Bled      |
| 2018  | Villeneuve-sur-Lot | Saint-Nazaire      | Lilian Bardet         | Myshaal Sabhi         | Félix Lebrun        | Nathan Lam             | Lucie Gauthier    | Prithika Pavade   | Charlotte Lutz      | Gaëtane Bled      |
| 2017  | Belfort            | Joué-les-Tours     | Jules Rolland         | Dorian Zheng          | Hugo Deschamps      | Elian Zemmal           | Lucie Gauthier    | Prithika Pavade * | Emeline Gout        | Maya Douine       |
| 2016  | Montoir            | Mulhouse           | Alexandre Cassin (en) | Bilal Hamache         | Myshaal Sabhi       | Célian Besnier         | Marie Migot       | Prithika Pavade * | Prithika Pavade     | Beaudron Clara    |
| 2015  | Poitiers           | Villeneuve-sur-Lot | Alexandre Cassin (en) | Jules Rolland         | Jules Cavaillé      | William Pessy          | Pauline Chasselin | Leïli Mostafavi   | Chloé Chomis        | Prithika Pavade   |
| 2014  | Joué-les-Tours     | Arnas              | Can Akkuzu            | Nolan Givone          | Lilian Bardet       | Myshaal Sabhi          | Pauline Chasselin | Lucie Gauthier    | Prithika Pavade *   | Prithika Pavade   |
| 2013  | Ceyrat             | Creusot            | Alexandre Robinot     | Alexandre Cassin (en) | Irvin Bertrand (de) | Dorian Zheng           | Marie Migot *     | Marie Migot       | Mélissa Haushalter  | Alessia Scacchia  |
| 2012  | Agen               | Montceau-les-Mines | Tristan Flore         | Can Akkuzu            | Joris Reynaud       | Vincent Picard         | Marina Berho      | Marie Migot       | Leïli Mostafavi     | Hélène Witz       |
| 2011  | Alençon            | Illkirch           | Quentin Robinot       | Alexandre Cassin *    | Alexandre Cassin    | Irvin Bertrand (de)    | Anaïs Levêque     | Laura Pfefer      | Eloïse Saint-Dizier | Leïli Mostafavi   |
| 2010  | Roche-sur-Foron    | Agen               | Quentin Robinot       | Tristan Flore         | Romain Ruiz         | Nolan Givone           | Alice Abbat       | Laura Pfefer      | Pauline Chasselin   | Anaïs Salpin      |
| 2009  | Thionville         | Saint-Berthevin    | Thomas Le Breton      | Tristan Flore         | Paul Gauzy          |                        | Aurore Dessaint   |                   | Laura Pfefer        | Marie Migot       |
| 2008  | Poitiers           | Chalon-sur-Saône   | Jérémy Petiot         | Simon Gauzy           | Mehdi Bouloussa     | Can Akkuzu             | Aurore Dessaint   | Anne-Sophie Jean  | Céline Pang         | Solène Haushalter |
| 2007  | Nîmes              | Cherbourg          | Abdel-Kader Salifou   | Simon Gauzy           | Antoine Hachard     | Andréa Landrieu        | Aurore Dessaint   |                   | Ophélie Dispans     |                   |
| 2006  | Nantes             | Ponts de Cé        | Abdel-Kader Salifou   |                       |                     |                        | Aurore Dessaint * | Aurore Dessaint   |                     | Laura Pfefer      |
| 2005  | Angoulême          | Mont-de-Marsan     | Adrien Mattenet       |                       |                     | Simon Gauzy            |                   |                   |                     |                   |
| 2004  | Tours              | Lorient            |                       |                       |                     |                        |                   | Aude Lesueur      | Aurore Dessaint     |                   |
| 2003  |                    | Lys-les-Lannoy     | Clément Debruyère     | Vincent Baubet        | Pierre Bézard       | Grégoire Jean          | Carole Grundisch  | Aurélie Beaufay   | Sotelino Mélina     | Anaïs Levêque     |
| 2002  |                    |                    | Nicolas Calbrix       | Julien Aufrère        | Abdel-Kader Salifou | Paul Lavergne          | Christelle Durand |                   | Aude Lesueur        | Marine Leclercq   |
| 2001  |                    | Mondeville         | Damien Provost        | David Parde           | Damien Pottier      | Mathias Pogba          | Christelle Durand | Nathalie Cahoreau |                     |                   |
| 2000  | Levallois          |                    | Dorian Quentel        | Loic Bobilier         | Alexis Aufrère      | Vincent Baubet         | Christelle Durand | Audrey Mattenet   | Bérénice Dehaut     | Aude Lesueur      |

Légende : * Surclassement

## Bilan par jeune

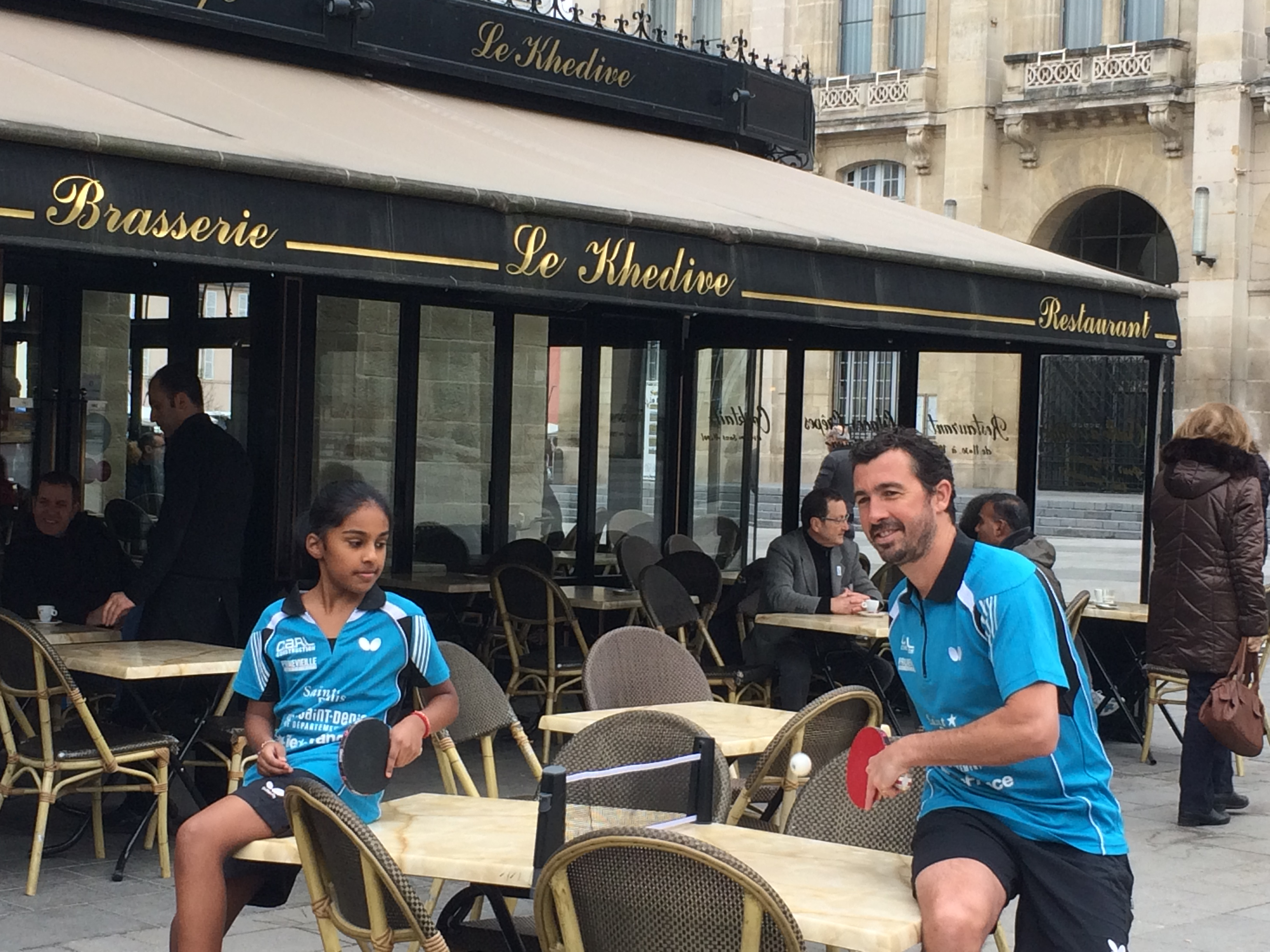
Prithika Pavade détentrice de 9 titres nationaux en catégories jeunes

Joueurs et joueuses ayant remporté au moins 2 titres en catégories jeunes
|     | Joueur (se)         | Titres | Catégories et Années                                                                    |
| --- | ------------------- | ------ | --------------------------------------------------------------------------------------- |
| 1.  | Prithika Pavade *   | 9      | Benjamine 2014, 2015 / Minime 2014, 2016 / Cadette 2016, 2017, 2018, 2019 / Junior 2019 |
| 2.  | Aurore Dessaint     | 6      | Minime 2004 / Cadet 2006 / Junior 2006, 2007, 2008, 2009                                |
| 3.  | Alexandre Cassin    | 5      | Minime 2011 / Cadet 2011, 2013 / Junior 2015, 2016                                      |
| 3.  | Marie Migot         | 5      | Benjamine 2009 / Cadette 2012, 2013 / Junior 2013, 2016                                 |
| 3.  | Flavien Coton       | 5      | Benjamin 2019 / Minime 2020 / Cadet 2021, 2023 / Junior 2024                            |
| 5.  | Laura Pfefer        | 4      | Benjamine 2006 / Minime 2009 / Cadette 2010, 2011                                       |
| 5.  | Félix Lebrun        | 4      | Minime 2018, 2019 / Cadet 2020 / Junior 2022                                            |
| 5.  | Charlotte Lutz      | 4      | Minime 2018 / Cadette 2020 / Junior 2021, 2022                                          |
| 5.  | Myshaal Sabhi *     | 4      | Benjamin 2014 / Minime 2016 / Cadet 2018 / Junior 2019                                  |
| 10. | Can Akkuzu          | 3      | Benjamin 2008 / Cadet 2012 / Junior 2014                                                |
| 10. | Pauline Chasselin   | 3      | Minime 2010 / Junior 2014, 2015                                                         |
| 10. | Christelle Durand   | 3      | Junior 2000, 2001, 2002                                                                 |
| 10. | Lucie Gauthier      | 3      | Cadette 2014 / Junior 2017, 2018                                                        |
| 10. | Simon Gauzy         | 3      | Benjamin 2005, Cadet 2007, 2008                                                         |
| 10. | Abdel-Kader Salifou | 3      | Minime 2002 / Junior 2006, 2007                                                         |
| 10. | Aude Lesueur        | 3      | Benjamine 2000 / Minime 2002 / Cadette 2004                                             |
| 10. | Léana Hochart       | 3      | Minime 2020, 2021 / Cadette 2023                                                        |
| 10. | Leïli Mostafavi     | 3      | Benjamine 2011 / Minime 2012 / Cadette 2015                                             |
| 10. | Nina Guo Zheng      | 3      | Benjamine 2021 / Minime 2022 / Junior 2024                                              |
| 19. | Lilian Bardet       | 2      | Minime 2014 / Junior 2018                                                               |
| 19. | Irvin Bertrand      | 2      | Benjamin 2011 / Minime 2013                                                             |
| 19. | Gaëtane Bled *      | 2      | Benjamine 2018, 2019                                                                    |
| 19. | Tristan Flore       | 2      | Cadet 2010 / Junior 2012                                                                |
| 19. | Nolan Givone        | 2      | Benjamin 2010 / Cadet 2014                                                              |
| 19. | Alexis Lebrun       | 2      | Junior 2020, 2021                                                                       |
| 19. | Anaïs Levêque       | 2      | Benjamine 2003 / Junior 2011                                                            |
| 19. | Quentin Robinot     | 2      | Junior 2010, 2011                                                                       |
| 19. | Jules Rolland       | 2      | Cadet 2015 / Junior 2017                                                                |